# Neurolaeneae
Neurolaeneae es una tribu de plantas con flores perteneciente a la subfamilia Asteroideae dentro de la familia de las asteráceas. Tiene los siguientes géneros.

## Géneros
- Calea
- Enydra
- Greenmaniella
- Neurolaena